# Hans Treplin (Pastor)
Hans Treplin, auch Hans Wilhelm Treplin (* 10. Oktober 1884 in Hademarschen; † 19. Februar 1982 in Hanerau-Hademarschen), war ein deutscher evangelischer Pastor und Propst. In der Zeit des Nationalsozialismus trat er auf Seiten der Bekennenden Kirche mit deutschlandweit verbreiteten Kampfschriften hervor und war Leiter des Bruderrates in Schleswig-Holstein.

## Leben
Hans Wilhelm Treplin wurde in eine Pastorenfamilie im ländlichen Hademarschen hineingeboren. Seine Eltern waren sein Amtsvorgänger August Wilhelm Martin Treplin (1840–1917) und die Hamburger Kaufmannstochter Caroline Louise Meyer (1851–1937). Treplin hatte sieben ältere und drei jüngere Geschwister. Die ersten Schuljahre besuchte er eine Privatschule in Hademarschen und danach einige Jahre als Externer das Mannhardtsche Institut in Hanerau. Ostern 1898 wechselte er als Internatsschüler auf das Königlich Preußische Gymnasium in Plön – heute Gymnasium Schloss Plön –, wo er 1904 das Abitur ablegte. Anschließend studierte Treplin Theologie in Berlin, Halle (Saale), Tübingen und Kiel. Während des Studiums trat er der 1893 gegründeten christlichen Studentenverbindung Nicaria bei. Die Ordination erfolgte am 5. November 1911 in Kiel. Nach dem Vikariat war Treplin von 1912 bis 1914 Seemannspastor im schottischen Leith. Danach wirkte er bis 1916 als Hilfsprediger an der Christianskirche in Ottensen – damals ein Stadtteil der Stadt Altona –, bevor er 1917 in seinem Heimatort Hademarschen Amtsnachfolger seines verstorbenen Vaters wurde.
Treplin galt einerseits als streng, andererseits als Menschenfreund. Die Mitglieder der Kirchengemeinde vertrauten ihm und schätzten ihn als ihren Hans Paster. Es war ihm ein Anliegen, den Menschen das Evangelium lebensnah zu verkünden. Er hielt Vorträge auf Wirtshaussälen und in Scheunen, führte Haustaufen und Haustrauungen durch und hielt Trauergottesdienste im Haus der Verstorbenen ab. Vor dem Zweiten Weltkrieg rief er zusammen mit Pastor Johannes Tramsen aus Innien in Gemeinden der Propstei Rendsburg kirchliche Volkshochschulkurse ins Leben. Des Weiteren gab er das Gemeindeblatt Glaube der Heimat heraus, bis es von der Reichsschrifttumskammer verboten wurde. Anlässlich seines achtzigsten Geburtstages 1964 stellten sein jüngster Sohn Hans Gustav und Pastor Hans Dunker die Festschrift Rund um die Dorf-Kirche mit Beiträgen aus dem verbotenen und einem nach 1945 ebenfalls von Treplin herausgegebenen Gemeindeblatt zusammen und zeichneten damit gleichzeitig ein Abbild seines Wirkens und des damaligen Dorflebens.
In seiner pastoralen Arbeit wurde Treplin immer wieder durch Vikare unterstützt, unter anderem 1941 durch Elisabeth Haseloff, der ersten evangelisch-lutherischen Pastorin Deutschlands. Anlässlich ihrer Ordination hielt er die Predigt.
Treplin war Mitglied im Kyffhäuserbund und in der Nationalsozialistischen Volkswohlfahrt. Von 1947 bis 1954 war er Propst der Propstei Rendsburg mit Amtssitz Hademarschen. In den 1950er Jahren setzte er sich für die Gründung der Landvolkshochschule auf dem Koppelsberg bei Plön ein.
Im Jahr 1955 trat Treplin in den Ruhestand und zog nach Hanerau in ein Haus der Mannhardtschen Verwandtschaft. Auch im Ruhestand blieb er aktiv in der christlichen Bildungsarbeit und publizierte weiterhin. Am 19. Februar 1982 starb Treplin im Alter von 97 Jahren. Beerdigt wurde er im Familiengrab auf dem Hademarscher Friedhof.

## Rolle im Kirchenkampf in Schleswig-Holstein
Anfang der 1930er Jahre hatte Treplin sich dem Bruderkreis junger Theologen angeschlossen, der 1929 von Pastor Martin Beuck aus Kiebitzreihe initiiert worden war und in dem über den aufgekommenen Nationalsozialismus diskutiert wurde. Dem Kreis gehörten viele Theologen an, die später bei den Deutschen Christen oder in der Bekennenden Kirche führend waren; aus Teilen ging 1933 – in Anlehnung an den Pfarrernotbund Martin Niemöllers – die Not- und Arbeitsgemeinschaft Schleswig-Holsteinischer Pastoren hervor. Treplins anfängliche Befürwortung nationalsozialistischer Ideen änderte sich mit den im Mai 1932 veröffentlichten Richtlinien der Glaubensbewegung ‚Deutsche Christen‘. Ein Bekenntnisgottesdienst am 3. Juni 1934 in der Nikolaikirche Kiel wurde zur Geburtsstunde der Bekennenden Kirche in Schleswig-Holstein und Treplin wurde Mitglied des Bruderrates. Nach dem Tod Johannes Tramsens übernahm er im September 1943 den Vorsitz des Bruderrates und stand damit an der Spitze der Bekennenden Kirche in Schleswig-Holstein.
In mehreren Kampfschriften richtete Treplin sich gegen die Deutschen Christen. Seine Schrift über die Taufe Weder Hauer noch die Deutschkirche nahm Bezug auf einen ihrer Anhänger, den Religionswissenschaftler Jakob Wilhelm Hauer, erschien in einer Auflage von 460.000 Exemplaren und wurde reichsweit gelesen. Wegen seiner Haltung war Treplin Bespitzelungen, Anzeigen und Hausdurchsuchungen ausgesetzt, wurde aber auch von vielen seiner Mitbürger unterstützt. Neben dem damaligen Amtsvorsteher Claus Hollm nennt sein Sohn Hans Gustav in einem 2017 von Lea Stotz für einen Geschichtswettbewerb geführten Interview Klaus Hebbeln, das Ehepaar Christian und Martha Kruse, Friedrich Kruse, Karl Niemöller (Gutsbesitzer in Hanerau und ebenfalls Mitglied im Landesbruderrat), Hans Rathmann und Jakob Stotz.

## Familie
Im Jahr 1918 heiratete Treplin Anna Franziska Mannhardt (1886–1927), Tochter des Augenarztes Franciscus Mannhardt (1846–1927), die als Gemeindeschwester in Hademarschen arbeitete. Die Eheleute wurden Eltern von vier Kindern – Elisabeth (1919–2007), Franz (1920–2009), Lorenz (1922–2008) und Anne Lene (* 1924). Nach Anna Treplins frühem Tod 1927 übernahm Treplins jüngste Schwester Louise die Haushaltsführung und Versorgung der Kinder, bis auch sie 1933 verstarb. Danach ging Treplin eine zweite Ehe mit Ingeborg Graeber (1904–1991), einer Cousine mütterlicherseits und Handarbeitslehrerin in Preetz, ein. Aus dieser Ehe entstammt der Sohn Hans Gustav Treplin (* 1935).

## Ehrungen
Die Gemeinde Hanerau-Hademarschen ehrte Vater August Treplin und Sohn Hans Treplin mit der Widmung eines Weges, der zur St. Severin-Kirche führt, als Propst-Treplin-Weg.

## Veröffentlichungen (Auswahl)
In der Schriftenreihe der Evangelisch-Lutherischen Landeskirche Schleswig-Holsteins (Breklumer Hefte):
- Heft 2: Weder Hauer noch die Deutschkirche. Ein volkstümliches Wort aus Schleswig-Holstein zum Kampf um den christlichen Glauben. Breklum 1935.
- Heft 4: [Mit Gott.] Ein Wort an den deutschen Soldaten. Breklum 1935.
- Heft 8: Um Kreuz und Altar. Ein Wort aus Schleswig-Holstein zum 5. Hauptstück. Breklum 1936.
- Sonderheft (Hans Treplin u. a.): Die Nordmark im Glaubenskampf. Eine Antwort der Kirche an Gustav Frenssen. Breklum 1936.[8]
- Heft 13: Ernte. Ein Wort an den christlichen Bauern. Breklum 1937.